# 1864 год в науке
В 1864 году произошли различные научные и технологические события, некоторые из которых представлены ниже.

## События

### Изобретения
- Шотландским инженером Томасом Стивенсоном разработана конструкция специальной метеорологической будки для размещения приборов нуждающихся в защите от действия атмосферных осадков, солнечной радиации и ветра[1].
- Французскими инженерами Пьером Мартеном и Эмилем Мартеном создана первая Мартеновская печь.

## Родились
- 9 января — Владимир Андреевич Стеклов, русский математик и механик (умер в 1926).
- 11 февраля — Иосиф Баласса, венгерский лингвист, филолог и педагог[2].
- 23 февраля –  Вильгельм Штрейтберг, немецкий лингвист, основоположник индогерманистики, издатель Готской Библии.
- 21 апреля — Макс Вебер, немецкий социолог, историк, экономист, юрист (умер в 1920).
- 17 июня — Алексей Александрович Шахматов, русский филолог и историк, основоположник исторического изучения русского языка, древнерусского летописания и литературы (умер в 1920).
- 5 октября — Луи Жан Люмьер, изобретатель кинематографа, основоположник французской киноиндустрии (умер в 1948).

## Скончались
- 3 января — Михал Балинский, польский историк (род. 1794).
- 7 февраля — Вук Караджич, сербский лингвист (род. 1787).
- 17 июня — Вильям Кюртон, английский востоковед (род. 1808).
- 31 августа — Фердинанд Лассаль, немецкий философ, экономист и политический деятель, основатель лассальянства — течения в рабочем движении (род.1825).
- 26 ноября — Теодор Нарбут, литовский историк, исследователь мифологии (род. 1784).
- 6 декабря — Симонас Даукантас, литовский историк и писатель-просветитель (род. 1793).
- 8 декабря — Джордж Буль, английский математик и логик (род. 1815).